# 海南島作戦
海南島作戦（かいなんとうさくせん）は、日中戦争における日本海軍の軍事作戦である。中華民国を封鎖し、外部との連絡を妨害し、同国が必要としていた武器や物資の輸入を阻止するために行われた。日本陸軍は登号作戦、日本海軍はY号作戦と呼称した。

## 背景
海南島はフランス領インドシナ（仏印）とイギリス領香港の中間にあり、雷州半島の南で瓊州海峡を越えた先にある。中国の最も南の海岸にあるフランスの広州湾租借地にも近い。面積は33,920km2で当時の人口は220万人だった。広東省の治安維持を担当していた余漢謀が率いるおよそ25,000人の第152師団に守られていた。
日本海軍は、前年に広東省の中心都市である広州を占領しており、中国の南部、中部、北部の海岸地帯全域で侮れないほどの封鎖を維持していた。しかし、封鎖ラインの最南端で抜け穴が見つかり、海南島と広東湾地域を通る中継地または直通経路である香港と仏印北部の援蔣ルートも含まれていた。これらの抜け穴と奥深くの昆明地域まで航空作戦を行う必要性から、日本海軍は海南島に空軍基地を設置しないといけないと感じるようになり、海軍の中央当局がこの動きを提唱した。陸軍の部隊の支援を受けて作戦を実行した。
対英協調を旨としていた陸軍はこの作戦に反対していたため、作戦は海軍がほぼ独力で実行することになり、少数の陸軍部隊（飯田支隊）が支援した他は特別陸戦隊が中心となって攻略作戦を実施した。
作戦内容としては北部を攻略する甲作戦と南部を攻略する乙作戦から成り立っていた。

## 作戦
護衛艦隊とともに、近藤信竹中将率いる南支部隊（第五艦隊）が1939年2月9日の夜に海南島の最も北のTsinghai Bayに到着し錨を下ろし上陸に成功した。さらに海軍の陸戦部隊1200人は2月10日に海口上陸に成功した。その後、海軍と陸軍は共同で北部地域の掃討を行った。2月11日、陸戦部隊は海南島の最南端の三亜に上陸し、玉林と崖県の重要地点を占領した。その後、部隊は島全体の占領に取りかかった。

## 参加兵力

### 日本軍
- 第五艦隊（指揮官：近藤信竹）
  - 主隊：巡洋艦妙高（旗艦）
  - 第五水雷戦隊
  - 第一航空戦隊
  - 第三連合航空隊
- 陸軍：飯田支隊

### 中国軍
- 保安第5旅団 - 五個大隊及び二個連隊
- 新編守備軍 - 七個大隊

## 海南島の部分的占領
その後、海南島の占領地域は三亜に設置された海軍の海南警備府による管理地域になり、海南島は空軍と援蒋ルート封鎖の前線基地になった。同時に、島にあった鉄や銅の資源も利用された。海南島を部分的に占領したことで、広東省や仏印への侵攻作戦の基地が得られ、仏印やビルマから中国への経路の長距離空襲が可能になった。
こうした占領は、1945年9月に日本が降伏するまで続いた。